# Lina Negri-Luzzani
Lina Negri-Luzzani (née en 1881 et morte à Pavie en 1963) est une pathologiste italienne.

## Biographie
Élève du Pr. Golgi de l'université de Pavie, elle publie en 1905 ses recherches expérimentales sur la rage et épouse à la fin de cette année-là un maître de conférences de pathologie de son université, Adelchi Negri (1906), qui devient trois ans plus tard le premier professeur de bactériologie. Devenue veuve, elle bénéficie de 1912 à 1915 du statut d'assistante honoraire près la Faculté de médecine et de chirurgie de Pavie. 
A. Negri et Victor Babeș découvrent indépendamment, en 1903, la présence d'un agent étranger dans les cellules de sujets atteints de rage. Jusqu'à l'invention de la détection des anticorps par fluorescence, la principale technique pour mettre en évidence ces « corps de Negri » est la fixation de frottis sur lamelles. A. Negri voit dans ces corps les protozoaires infectieux responsables de la rage. Après sa mort prématurée, sa femme achève de dépouiller les échantillons accumulés depuis dix ans et fait connaître que ces corps étrangers n'apparaissent que dans 90% des cas de contamination ; toutefois, cette proportion est nettement supérieure à ce qui est admis depuis : dès les années 1960, cette proportion est tombée à 70%. 
Les recherches des époux Negri sur la rage sont couronnées du prix Montyon en 1913.